# Musulamios

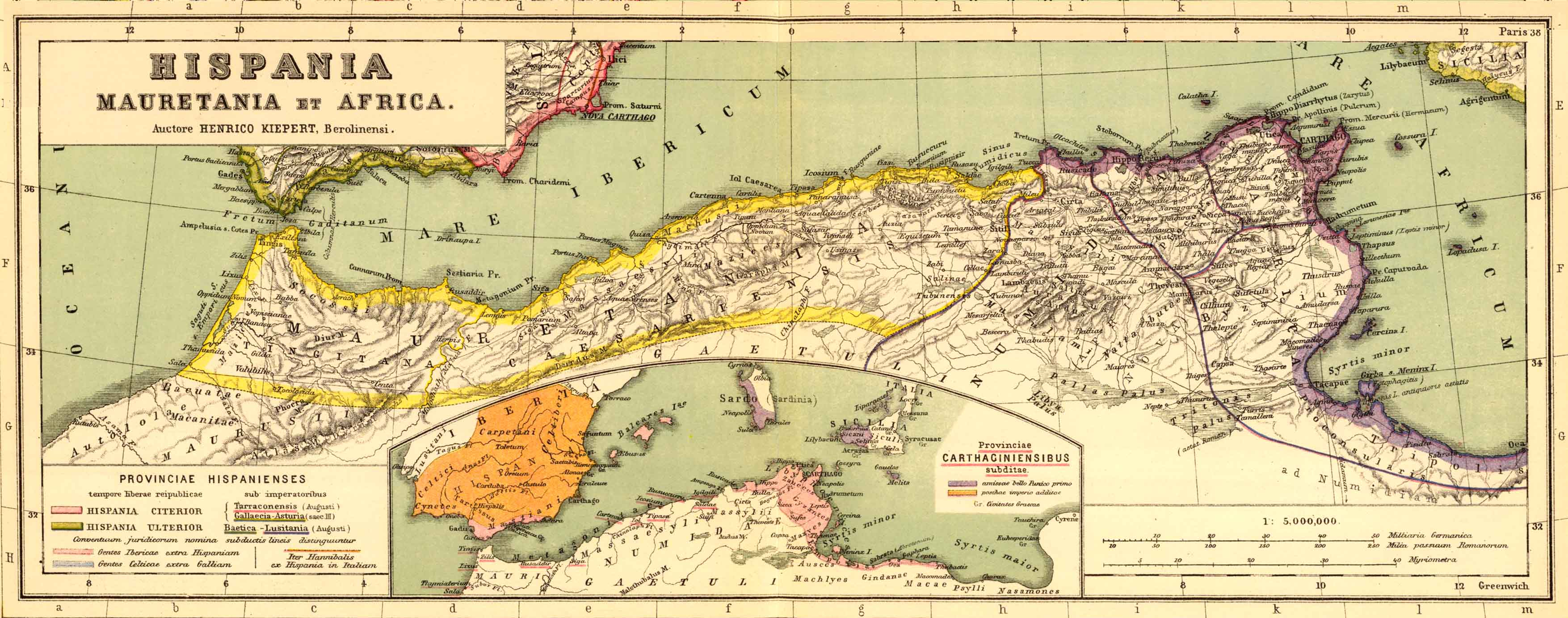
Las provincias de Mauritania y Numidia, con los territorios meridionales los musulamios y getulos.

Los musulamios (en latín: Musulamii), eran un pueblo de lengua bereber que vivía al sur de Tébessa y del macizo montañoso del Aurés, la futura provincia romana de Numidia, la actual Argelia nororiental. Limitaban al oeste con Mauritania, al este con la provincia romana de África y al sur con el desierto del Sáhara.

## Historia

### En la época de Augusto
De este pueblo hay poca información de los escritores contemporáneos. Sabemos que bajo Augusto fueron combatidos el 3-5 d. C. Lucio Pasieno Rufo (cónsul del 4 a. C.) se convirtió en gobernador de la provincia de África, obtuvo el ornamenta triumphalia por haber derrotado las poblaciones nómadas de los getulos y los musulamios.
Y aunque el 5-6 d. C., un tal Coso Cornelio Léntulo (cónsul del 1 a. C..) venció primero los musulamios y luego los getulos, que vivían en el oeste y sur de Mauritania. También obtuvo el ornamenta triumphalia y su hijo pudo reclamar posteriormente el apellido de Gaetulico (Getúlico).

### En la época de Tiberio
Los musulamios parecían sometidos definitivamente, pero el año 17 estalló una revuelta de este pueblo, oprimido por los impuestos excesivos del Estado romano. La rebelión la dirigió un númida llamado Tacfarinas, que había luchado entre las tropas auxiliares romanas y luego desertó. A la provincia senatorial de África se enviaron unos embajadores para negociar con los rebeldes sin éxito, mientras que los generales enviados posteriormente por el Senado romano, no pudieron imponerse en esta guerra, debido a los métodos de guerrilla impuestos por los pueblos indígenas.
En 19-20 a. C., Tiberio se vio obligado después de dos o tres años de malos resultados en la guerra a enviar temporalmente desde Panonia toda la Legio IX Hispana, y quizás incluso algunos vexillationes (destacamentos legionarios de la Legio VIII Augusta).
En el año 21 fue enviado al teatro de guerra Quinto Junio Bleso, tío de Lucio Elio Sejano. Este último, parece que después de algunos buenos resultados, aunque fueran parciales, obtuvo elornamenta triumphalis.
En el 24 d. C., el sucesor de Quinto Junio Bleso, Publio Cornelio Dolabela, consiguió capturar y matar a Tacfarinas, modificando la táctica hasta entonces improductiva, dividiendo sus tropas en cuatro columnas móviles, con la ayuda de Ptolomeo de Mauritania, quien recientemente había sucedido a su padre Juba, quien obtuvo el reconocimiento formal de socius te amicus populi romani.
Con la restauración de la paz en la provincia de África la prosperidad volvió rápidamente, así lo demuestran los muchos edificios públicos construidos durante el reinado de Tiberio en Dougga o Bulla Regia. África continuó, por otra parte, siendo uno de los principales graneros del Imperio. Fue durante este periodo que la Legio III Augusta fue trasladada a Ammaedara.
En 44-45, se produjo una última revuelta de los musulamios, en la que el nuevo gobernador de África, Servio Sulpicio Galba (el futuro emperador) reprimió con gran rapidez. No se recuerdan otros episodios posteriores hasta la conquista de África por los vándalos. El emperador Claudio creó una colonia de Oppidum Novum en el fértil valle del Chéliff.

### Cohortes auxiliares del ejército romano
Tras el fin de la revuelta de 24 o tal vez durante la dinastía Flavia, fue reclutada una cohorte de musulamios, la cohors I Flavia Musulamiorum, que encontramos posicionada el 69-70 en Judea durante la primera guerra judeo-romana, en Siria bajo Domiciano, y luego a lo largo de la frontera de Numidia y de Mauritania, bajo Trajano.